# Keri Hilson

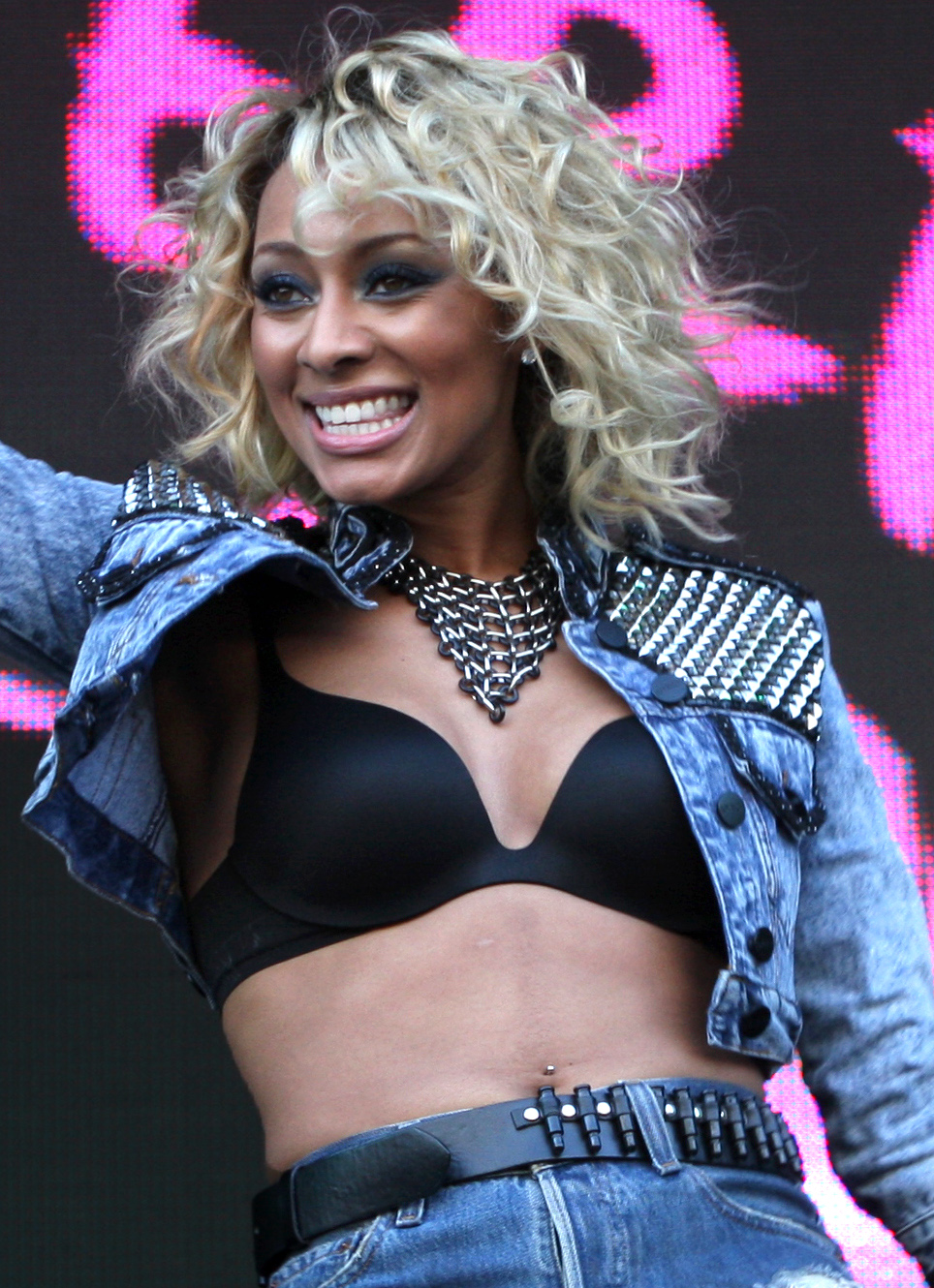
Keri Hilson (2011)

Keri Lynn Hilson (* 5. Dezember 1982 in Decatur, Georgia) ist eine US-amerikanische R&B-Sängerin, Songwriterin und Schauspielerin. Sie schrieb Stücke für Sänger wie Britney Spears, die Pussycat Dolls und R. Kelly. Den weltweiten Durchbruch als R&B-Künstlerin hatte sie mit Timbaland und dem Song The Way I Are. Zu ihren erfolgreichsten Liedern gehören Knock You Down, I Like und Pretty Girl Rock.

## Karriere

### Anfänge der Musikkarriere
Öffentliche Aufmerksamkeit erlangte Hilson erstmals 2004 als Begleitstimme in Xzibits Song Hey Now. Bis dahin hatte sie sich in erster Linie einen Namen als Songschreiberin und Co-Produzentin für Interpreten wie Usher (Red Light), Ciara (Oh), Ruben Studdard oder Toni Braxton machen können. Des Weiteren arbeitete sie am fünften Album von Britney Spears mit, u. a. schrieb sie an der erfolgreichen Comeback-Single Gimme More und an der dritten Single Break the Ice mit. Ihre gemeinsame Single mit ihrem Mentor Timbaland The Way I Are machte sie weltweit bekannt. Zu Hilsons Vorbildern zählen Janet Jackson, Diana Ross und Tina Turner.

### 2008–2010:In a Perfect World...

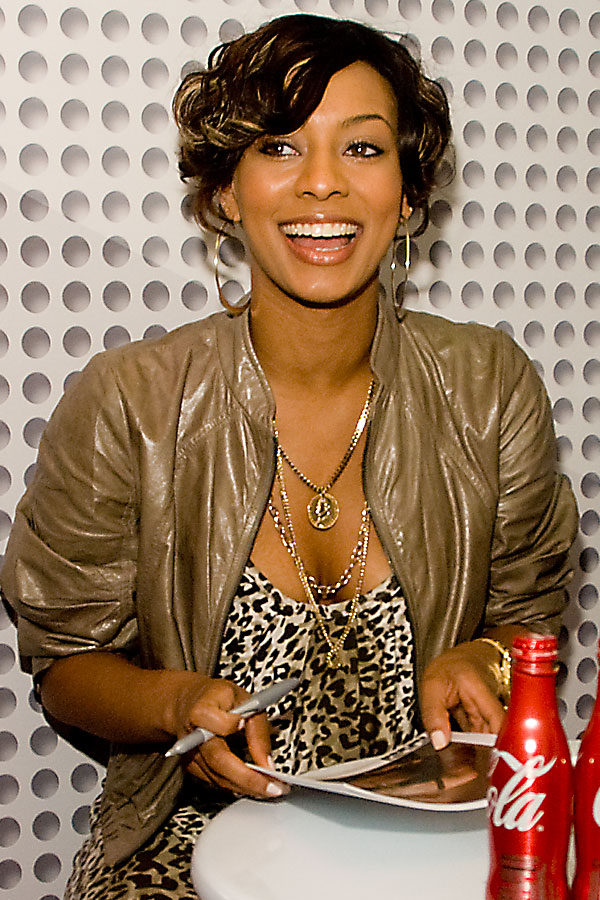
Keri Hilson (2009)

Im März 2009 erschien in Deutschland ihr Debütalbum In a Perfect World…, an dem die Produzenten Danja, Polow da Don, Walter Milsap und Label-Chef Timbaland mitwirkten. Als Lead-Single veröffentlichte Hilson den Track Return the Favor mit Timbaland. Die Single erreichte Rang 21 der deutschen Singlecharts. Die zweite Single aus dem Debütalbum war der gemeinsame Track mit Ne-Yo und Kanye West Knock You Down. Als dritte Single aus dem Album wurde der von David Jost produzierte Titel I Like ausgekoppelt, der zum Soundtrack des Films Zweiohrküken gehört. Das Lied führte die iTunes-Downloadcharts an, stieg in den deutschen Singlecharts als Nummer eins ein und erreichte Gold-Status. Ihr Debütalbum In a Perfect World… wurde danach mit I Like als Bonus neu aufgelegt.
Im Oktober 2009 trat sie in der Castingshow Popstars als Gastjurorin auf und sang beim Finale im Dezember ihren Song I Like. Hilson wurde 2010 zweimal für den Grammy nominiert, unter anderem als Newcomer des Jahres. In diesem Jahr erschien zur Fußballweltmeisterschaft 2010 in Südafrika Akons neue Single Oh Africa, die zusammen mit Keri Hilson und Jan Vollers aufgenommen wurde. Das Lied wurde von dem Getränkehersteller Pepsi für Werbespots verwendet. Weitere Songs, die sie aus dem Album veröffentlicht hat, sind der R&B Banger Turnin Me On mit Lil Wayne sowie die von Justin Timberlake produzierte R&B-Nummer Slow Dance.

### 2010–2011:No Boys Allowed
2011 veröffentlichte Hilson aus ihrem zweiten Album mit dem Titel No Boys Allowed als erste Single die Frauen-Hymne Pretty Girl Rock. Diesen Song sang sie live im Finale von Germany’s Next Topmodel. Im Anschluss erschienen mehrere Remix-Versionen des Liedes, auf denen die Rapper Kanye West und Lil’ Kim zu hören sind. Als Promotion für das Album wurden die Lieder Breaking Point und The Way you Love me mit dem Rapper Rick Ross veröffentlicht. In dem Musikvideo zur Single The Way You Love Me hatten Musiker wie Faith Evans, JoJo und Dawn Richard Gastauftritte. Der Track platzierte sich in keinem Land in den Charts, da Hilson die CD-Veröffentlichung wegen schlechter Kritik an dem Musikvideo gestrichen hatte. Von 2011 bis 2012 war Hilson auf No Boys Allowed Tournee, um das Album zu promoten. Als offizielle internationale zweite Single veröffentlichte sie die Dance-Ballade Lose Control mit dem Rapper Nelly. In den Vereinigten Staaten veröffentlichte sie aus dem Album als dritte Single den R&B-Track One Night Stand mit Chris Brown, der sich in den Top 20 der Billboard R&B- und Hip-Hop-Charts erfolgreich platzierte
Im Juli 2011 veröffentlichte Hilson eine No Boys Allowed – New Version in Deutschland. Trotz Erfolg einiger Single-Veröffentlichungen konnte das zweite Album nicht an die Erfolge des Debütalbums In a Perfect World...  anknüpfen.

### Seit 2012-heute:WE NEED TO TALK

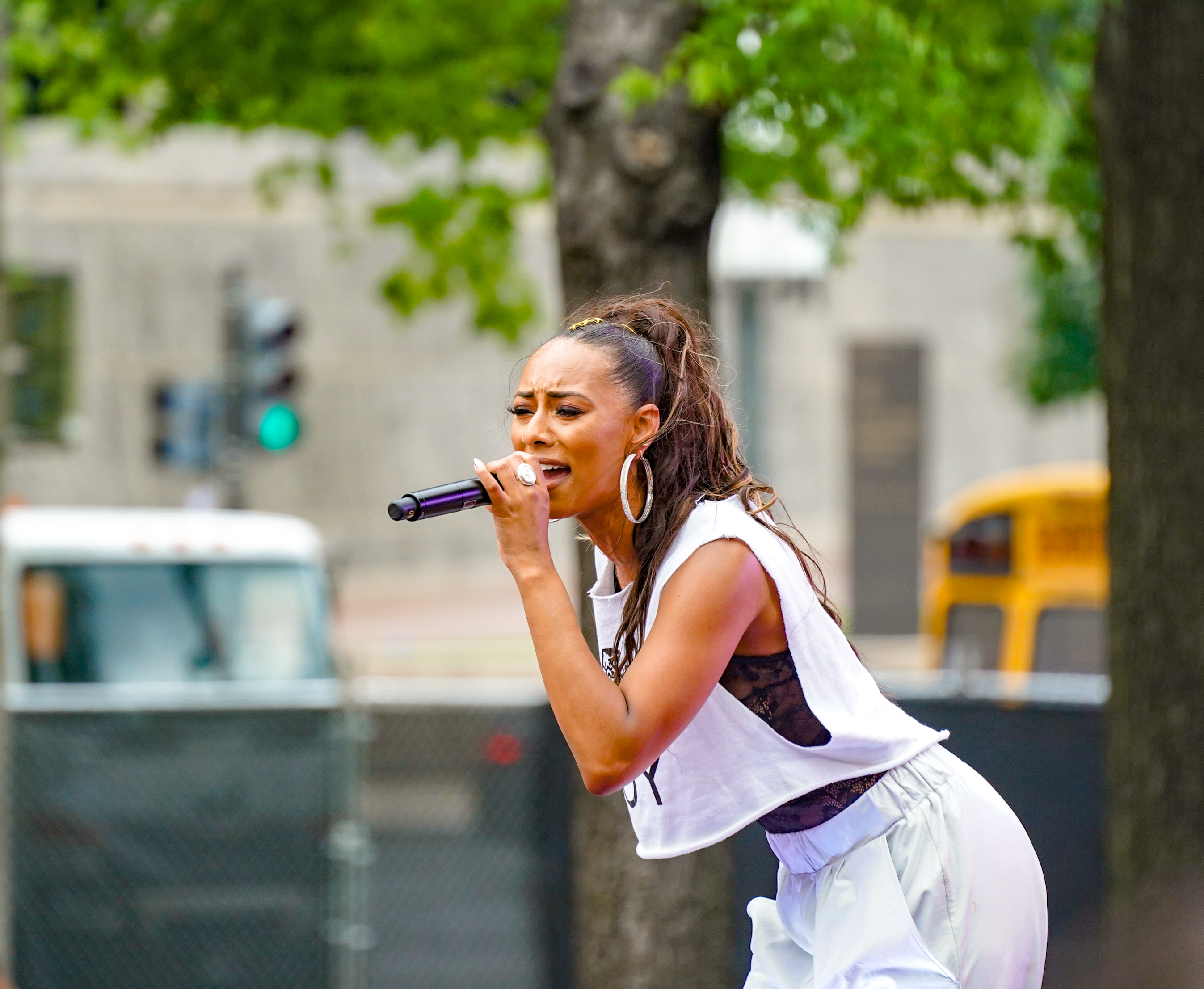
Keri Hilson (2018)

Seit dem Frühjahr 2012 arbeitet Hilson an ihrem dritten Studioalbum, welches ursprünglich L.I.A.R (Love Is A Religion) heißen sollte, der Titel wurde nicht offiziell bestätigt. Das Album wird unter anderem von Timbaland, Stargate, Polow da Don und Justin Timberlake mitproduziert. Dies gab Hilson während der VH1 Diva Show preis. Der Song Keep It 100 mit dem Rapper Young Thug hat Hilson als Vorspann auf das neue Album im Internet als Demo veröffentlicht. In dem Song verarbeitet sie die Trennung von dem Sportler Serge Ibaka, mit dem sie jahrelang zusammen war. Zwei weitere Demo-Songs mit den Titeln Scream und Dab on My Haters mit dem Rapper Waka Flocka Flame wurden auf ihrem YouTube-Kanal veröffentlicht, gehören allerdings nicht zum dritten Album. In Zusammenarbeit mit der aus Sambia stammenden Künstlerin Tiwah Hillz hat Hilson den Song Beautiful aufgenommen und als kostenlosen Download zur Verfügung gestellt. Das dritte Album sei seit längerer Zeit fertiggestellt, wurde aber noch nicht veröffentlicht, da Hilson sich gesundheitlich nicht bereit gefühlt hat. Hilson nahm sich einezwölfjährige Auszeit aus der Musikbranche; im Frühjahr 2025 möchte sie ein großes musikalisches Comeback wagen. Im April 2020 veröffentlichte der afrikanische Sänger Stonebwoy ein Duett mit Hilson mit dem Titel Nominate, dieser war in Afrika ein großer Erfolg. Chris Brown hat eine Demo-Single mit Hilson dessen Titel If your Girl only knew ist, auf Youtube als Demo für sein neues Album veröffentlicht. Seit dem Herbst 2022 ist Hilson gemeinsam mit Mario & Bow Wow in den Vereinigten Staaten auf der Millennium Tour.
Im März 2025 hat Hilson ihre Comeback Single BEA veröffentlicht. Das dritte Album trägt offiziell den Titel WE NEED TO TALK & wurde mit kleinen Video-Ausschnitten in Instagram angekündigt für den 18. April 2025. Das Album wird in 3 Teilen mit den Themen LOVE ; DRAMA & REDEMPTION veröffentlicht. Als zweite Single aus dem ersten Teil wurde Say That veröffentlicht.

## Sonstiges
Keri Hilson und Akon engagierten sich im Kampf gegen Aids mit einer H&M-Kampagne. Im Frühjahr 2012 debütierte Hilson als Filmschauspielerin in der Komödie Denk wie ein Mann mit Chris Brown. Außerdem steuerte sie den Titelsong Freedom Ride zum Soundtrack des Films bei.
Zusammen mit Beyoncé, Jay-Z und Kanye West machte sie sich für die von Michelle Obama ins Leben gerufene Kampagne Let’s Move stark. 2012 war Hilson in zwei Kategorien für den BET Award nominiert. Hilson und Brown standen für Werbezwecke bei Wilhelmina Models unter Vertrag. 2012 trat sie mit Kelly Rowland und Adam Lambert bei VH1 Divas auf; sie sangen Hits von Donna Summer.
2013 war Hilson neben Vin Diesel im Actionfilm Riddick zu sehen. Bis Ende 2009 war sie laut Gerüchten mit dem Rapper Lil Wayne liiert; sie nahmen auch einige Lieder zusammen auf. Von Anfang 2012 bis Ende 2014 war sie mit dem Basketballspieler Serge Ibaka zusammen.

## Diskografie

### Studioalben
| Jahr | Titel Musiklabel                             | Höchstplatzierung, Gesamtwochen, AuszeichnungChartplatzierungen (Jahr, Titel, Musiklabel, Platzierungen, Wochen, Auszeichnungen, Anmerkungen) | Höchstplatzierung, Gesamtwochen, AuszeichnungChartplatzierungen (Jahr, Titel, Musiklabel, Platzierungen, Wochen, Auszeichnungen, Anmerkungen) | Höchstplatzierung, Gesamtwochen, AuszeichnungChartplatzierungen (Jahr, Titel, Musiklabel, Platzierungen, Wochen, Auszeichnungen, Anmerkungen) | Höchstplatzierung, Gesamtwochen, AuszeichnungChartplatzierungen (Jahr, Titel, Musiklabel, Platzierungen, Wochen, Auszeichnungen, Anmerkungen) | Anmerkungen                                               |
| Jahr | Titel Musiklabel                             | DE | CH | UK | US | Anmerkungen                                               |
| ---- | -------------------------------------------- | --- | --- | --- | --- | --------------------------------------------------------- |
| 2009 | In a Perfect World… Interscope Records (UMG) | DE28 (9 Wo.)DE | CH65 (6 Wo.)CH | UK22 Gold · (14 Wo.)UK | US4 Gold · (33 Wo.)US | Erstveröffentlichung: 24. März 2009 Verkäufe: + 615.000   |
| 2010 | No Boys Allowed Interscope Records (UMG)     | — | — | UK76 (1 Wo.)UK | US11 (19 Wo.)US | Erstveröffentlichung: 17. Dezember 2010 Verkäufe: + 7.500 |

### Singles als Leadmusikerin
| Jahr | Titel Album                          | Höchstplatzierung, Gesamtwochen, AuszeichnungChartplatzierungen (Jahr, Titel, Album, Platzierungen, Wochen, Auszeichnungen, Anmerkungen) | Höchstplatzierung, Gesamtwochen, AuszeichnungChartplatzierungen (Jahr, Titel, Album, Platzierungen, Wochen, Auszeichnungen, Anmerkungen) | Höchstplatzierung, Gesamtwochen, AuszeichnungChartplatzierungen (Jahr, Titel, Album, Platzierungen, Wochen, Auszeichnungen, Anmerkungen) | Höchstplatzierung, Gesamtwochen, AuszeichnungChartplatzierungen (Jahr, Titel, Album, Platzierungen, Wochen, Auszeichnungen, Anmerkungen) | Höchstplatzierung, Gesamtwochen, AuszeichnungChartplatzierungen (Jahr, Titel, Album, Platzierungen, Wochen, Auszeichnungen, Anmerkungen) | Anmerkungen                                                  |
| Jahr | Titel Album                          | DE | AT | CH | UK | US | Anmerkungen                                                  |
| ---- | ------------------------------------ | --- | --- | --- | --- | --- | ------------------------------------------------------------ |
| 2008 | Energy In a Perfect World…           | — | — | CH64 (2 Wo.)CH | UK43 (10 Wo.)UK | US78 (9 Wo.)US | Erstveröffentlichung: 27. Mai 2008                           |
| 2008 | Return the Favor In a Perfect World… | DE21 (9 Wo.)DE | AT25 (6 Wo.)AT | — | UK19 (10 Wo.)UK | — | Erstveröffentlichung: 7. Oktober 2008 feat. Timbaland        |
| 2008 | Turnin Me On In a Perfect World…     | — | — | — | — | US15 Platin · (22 Wo.)US | Erstveröffentlichung: 9. Dezember 2008 feat. Lil Wayne       |
| 2009 | Knock You Down In a Perfect World…   | DE30 (9 Wo.)DE | AT37 (5 Wo.)AT | — | UK5 Platin · (22 Wo.)UK | US3 ×2Doppelplatin · (31 Wo.)US | Erstveröffentlichung: 24. März 2009 feat. Kanye West & Ne-Yo |
| 2009 | I Like In a Perfect World…           | DE1 ×3Dreifachgold · (41 Wo.)DE | AT2 (24 Wo.)AT | CH5 Platin · (35 Wo.)CH | UK34 (9 Wo.)UK | — | Erstveröffentlichung: 11. Dezember 2009                      |
| 2010 | Pretty Girl Rock No Boys Allowed     | DE14 (10 Wo.)DE | AT21 (8 Wo.)AT | CH62 (1 Wo.)CH | UK53 (2 Wo.)UK | US24 Platin · (22 Wo.)US | Erstveröffentlichung: 12. Oktober 2010                       |

Weitere Singles
- 2009: Slow Dance
- 2009: Change Me (feat. Akon)
- 2010: Breaking Point
- 2010: Way You Love Me (feat. Rick Ross)
- 2010: Buyou (feat. J. Cole, Lil’ Kim)
- 2011: One Night Stand(feat. Chris Brown)
- 2011: Lose Control (feat. Nelly)
- 2018: Beautiful (feat. Tiwah Hillz)
- 2020: Nominate (feat. Stonebwoy)
- 2025: BAE
- 2025: Say That

### Singles als Gastmusikerin
| Jahr | Titel Album                                        | Höchstplatzierung, Gesamtwochen, AuszeichnungChartplatzierungen (Jahr, Titel, Album, Platzierungen, Wochen, Auszeichnungen, Anmerkungen) | Höchstplatzierung, Gesamtwochen, AuszeichnungChartplatzierungen (Jahr, Titel, Album, Platzierungen, Wochen, Auszeichnungen, Anmerkungen) | Höchstplatzierung, Gesamtwochen, AuszeichnungChartplatzierungen (Jahr, Titel, Album, Platzierungen, Wochen, Auszeichnungen, Anmerkungen) | Höchstplatzierung, Gesamtwochen, AuszeichnungChartplatzierungen (Jahr, Titel, Album, Platzierungen, Wochen, Auszeichnungen, Anmerkungen) | Höchstplatzierung, Gesamtwochen, AuszeichnungChartplatzierungen (Jahr, Titel, Album, Platzierungen, Wochen, Auszeichnungen, Anmerkungen) | Anmerkungen                                                                         |
| Jahr | Titel Album                                        | DE | AT | CH | UK | US | Anmerkungen                                                                         |
| ---- | -------------------------------------------------- | --- | --- | --- | --- | --- | ----------------------------------------------------------------------------------- |
| 2004 | Hey Now (Mean Muggin’) Weapons of Mass Destruction | DE33 (14 Wo.)DE | — | CH42 (11 Wo.)CH | UK9 (7 Wo.)UK | US93 (4 Wo.)US | Erstveröffentlichung: 16. November 2004 Xzibit feat. Keri Hilson                    |
| 2007 | The Way I Are Shock Value                          | DE5 ×5Fünffachgold · (34 Wo.)DE | AT4 (36 Wo.)AT | CH3 Platin · (48 Wo.)CH | UK1 ×3Dreifachplatin · (45 Wo.)UK | US3 (38 Wo.)US | Erstveröffentlichung: 9. Juli 2007 Timbaland feat. Keri Hilson & D.O.E.             |
| 2008 | Scream Shock Value                                 | DE9 (12 Wo.)DE | AT18 (16 Wo.)AT | CH45 (12 Wo.)CH | UK12 Silber · (18 Wo.)UK | — | Erstveröffentlichung: 7. März 2008 Timbaland feat. Keri Hilson & Nicole Scherzinger |
| 2008 | Hero Untitled                                      | — | — | CH70 (3 Wo.)CH | UK70 (6 Wo.)UK | US97 (1 Wo.)US | Erstveröffentlichung: 23. Juni 2008 Nas feat. Keri Hilson                           |
| 2008 | Superhuman Exclusive                               | — | — | — | UK32 (13 Wo.)UK | — | Erstveröffentlichung: 3. Oktober 2008 Chris Brown feat. Keri Hilson                 |
| 2008 | Numba 1 (Tide Is High) Not 4 Sale                  | — | — | — | UK84 (1 Wo.)UK | — | Erstveröffentlichung: 14. Oktober 2008 Kardinal Offishall feat. Keri Hilson         |
| 2009 | Number One Untitled                                | — | — | — | — | US59 (11 Wo.)US | Erstveröffentlichung: 28. Juli 2009 R. Kelly feat. Keri Hilson                      |
| 2009 | Hold My Hand Imperial Blaze                        | DE60 (4 Wo.)DE | — | CH37 (13 Wo.)CH | — | — | Erstveröffentlichung: 29. September 2009 Sean Paul feat. Keri Hilson                |
| 2010 | Oh Africa Listen Up! Official 2010 FIFA Album      | — | — | CH52 (2 Wo.)CH | UK56 (7 Wo.)UK | — | Erstveröffentlichung: 31. Januar 2010 Akon feat. Keri Hilson                        |
| 2010 | Got Your Back No Mercy                             | — | — | — | UK45 (2 Wo.)UK | US38 Platin · (20 Wo.)US | Erstveröffentlichung: 1. Juni 2010 T.I. feat. Keri Hilson                           |
| 2010 | Liv Tonight 5.0                                    | — | — | — | UK54 (4 Wo.)UK | US75 (1 Wo.)US | Erstveröffentlichung: November 2010 Nelly feat. Keri Hilson                         |
| 2011 | In the Air Transition                              | — | — | — | UK37 (5 Wo.)UK | — | Erstveröffentlichung: 13. März 2011 Chip feat. Keri Hilson                          |

Weitere Gastbeiträge
- 2006: Help (Lloyd Banks feat. Keri Hilson)
- 2007: Good Things (Rich Boy feat. Keri Hilson & Polow da Don)
- 2008: Hello (Timbaland feat. Keri Hilson)
- 2009: Everything, Everyday, Everywhere (Fabolous feat. Keri Hilson)
- 2009: Everything, Everyday, Everywhere Remix by Mr Dhero (feat. Keri Hilson und Ryan Leslie)
- 2009: She Don’t Wanna Man (Asher Roth feat. Keri Hilson)
- 2009: Medicine (Plies feat. Keri Hilson)
- 2010: Million Dollar Girl (Trina feat. Keri Hilson & P. Diddy)
- 2010: Deuces (Remix) (Chris Brown feat. Keri Hilson)
- 2011: Never Let Go (Anthony Hamilton feat. Keri Hilson)
- 2011: She Got That (Tank feat. Keri Hilson)
- 2017: Beautiful (Tiwah Hillz feat. Keri Hilson)

## Musikvideos
| Jahr | Titel                                     | Regie            |
| ---- | ----------------------------------------- | ---------------- |
| 2008 | Energy                                    | Melina Matsoukas |
| 2008 | Return the Favor (feat. Timbaland)        | Melina Matsoukas |
| 2008 | Turnin Me On (feat. Lil Wayne)            | Erik White       |
| 2009 | Make Love                                 | Mike Barnes      |
| 2009 | Knock You Down (feat. Kanye West & Ne-Yo) | Chris Robinson   |
| 2009 | Slow Dance                                | Paul Hunter      |
| 2009 | I Like                                    | Aeron Platt      |
| 2010 | Breaking Point                            | Brain Barber     |
| 2010 | Pretty Girl Rock                          | Joseph Kahn      |
| 2010 | The Way You Love Me (feat. Rick Ross)     | Laurieann Gibson |
| 2011 | One Night Stand (feat. Chris Brown)       | Colin Tilley     |
| 2011 | Lose Control (Let Me Down) (feat. Nelly)  | Colin Tilley     |

## Auszeichnungen für Musikverkäufe
| Goldene Schallplatte - Australien - 2009: für die Single Knock You Down - Belgien - 2007: für die Single The Way I Are - Brasilien - 2024: für die Single Knock You Down - Neuseeland - 2008: für die Single Energy - 2008: für die Single Superhuman - 2011: für die Single Pretty Girl Rock - 2024: für das Album No Boys Allowed - Spanien - 2024: für die Single The Way I Are Platin-Schallplatte - Australien - 2007: für die Single The Way I Are - 2019: für die Single Superhuman - Italien - 2024: für die Single The Way I Are - Neuseeland - 2020: für das Album In a Perfect World… - Schweden - 2007: für die Single The Way I Are | 3× Platin-Schallplatte - Kanada - 2017: für die Single The Way I Are - Neuseeland - 2023: für die Single Knock You Down 4× Platin-Schallplatte - Dänemark - 2008: für die Single The Way I Are 5× Platin-Schallplatte - Neuseeland - 2025: für die Single The Way I Are |

Anmerkung: Auszeichnungen in Ländern aus den Charttabellen bzw. Chartboxen sind in ebendiesen zu finden.
| Land/RegionAuszeichnungen für Musikverkäufe (Land/Region, Auszeichnungen, Verkäufe, Quellen) | Silber  | Gold       | Platin       | Verkäufe  | Quellen              |
| -------------------------------------------------------------------------------------------- | ------- | ---------- | ------------ | --------- | -------------------- |
| Australien (ARIA)                                                                            | —       | Gold1      | 2× Platin2   | 175.000   | aria.com.au          |
| Belgien (BRMA)                                                                               | —       | Gold1      | —            | 25.000    | ultratop.be          |
| Brasilien (PMB)                                                                              | —       | Gold1      | —            | 30.000    | pro-musicabr.org.br  |
| Dänemark (IFPI)                                                                              | —       | —          | 4× Platin4   | 60.000    | Einzelnachweise      |
| Deutschland (BVMI)                                                                           | —       | 2× Gold2   | 3× Platin3   | 1.450.000 | musikindustrie.de    |
| Frankreich (SNEP)                                                                            | —       | —          | —            | 100.200   | infodisc.fr          |
| Italien (FIMI)                                                                               | —       | —          | Platin1      | 100.000   | fimi.it              |
| Kanada (MC)                                                                                  | —       | —          | 3× Platin3   | 240.000   | musiccanada.com      |
| Neuseeland (RMNZ)                                                                            | —       | 4× Gold4   | 9× Platin9   | 285.000   | NZ2 NZ3 NZ4          |
| Schweden (IFPI)                                                                              | —       | —          | Platin1      | 20.000    | sverigetopplistan.se |
| Schweiz (IFPI)                                                                               | —       | —          | 2× Platin2   | 60.000    | hitparade.ch         |
| Spanien (Promusicae)                                                                         | —       | Gold1      | —            | 30.000    | elportaldemusica.es  |
| Vereinigte Staaten (RIAA)                                                                    | —       | Gold1      | 5× Platin5   | 5.500.000 | riaa.com             |
| Vereinigtes Königreich (BPI)                                                                 | Silber1 | Gold1      | 4× Platin4   | 2.700.000 | bpi.co.uk            |
| Insgesamt                                                                                    | Silber1 | 12× Gold12 | 34× Platin34 |           |                      |

## Filmografie
- 2012: Denk wie ein Mann (Think like a Man)
- 2013: Riddick
- 2016: Almost Christmas
- 2017: Love by the 10th Date (Fernsehfilm)
- 2021: Dont waste your pretty
- 2021: Seven Deadly Sins: Lust (Fernsehfilm)
- 2021: For the Love of Money
- 2021: Hip Hop Family Christmas (Fernsehfilm)
- 2022: Hip Hop Family Christmas Wedding (Fernsehfilm)
- 2023: Ruined (Fernsehfilm)